# Fortunaciano (conde da fortuna privada)
Fortunaciano (em latim: Fortunatianus) foi um oficial romano do século IV, ativo durante o reinado do imperador Valente (r. 364–378).

## Vida
Segundo o sofista Libânio, ele era pagão, poeta, retor e filósofo. Os autores da PIRT sugerem que ele talvez pode ser identificado com o correspondente de Libânio entre 357 e 365 e Fortunaciano Servílio. Ele serviu por sete anos como conde da fortuna privada; seu ofício é registrado em várias leis preservadas no Código de Teodósio: de 31 de janeiro de 370 (VII 13.2) de Marcianópolis (sobre a conscrição na domus nostra), de 30 de abril de 370s (X 19.5) de Antioquia, de 30 de outubro de 370s (XV 2.2a) de Antioquia (sobre o Palácio de Dafne) e de 6 de julho (x 16.3a) de Hierápolis. Amiano Marcelino descreve-o em ofício como "procurador de problemas" (molestus ille flagitator) e afirma que ele, em 371, julgou dois palatinos acusados de conspirar contra ele e praticar magia.